# Mestocharella tenuicornis
Mestocharella tenuicornis är en stekelart som beskrevs av Kamijo 1994. Mestocharella tenuicornis ingår i släktet Mestocharella och familjen finglanssteklar. Inga underarter finns listade i Catalogue of Life.